# Харбор, Дэвид
Дэвид Кеннет Харбор (англ. David Kenneth Harbour, род. 10 апреля 1975) — американский актёр. Наиболее известен благодаря роли шерифа Джима Хоппера в сериале «Очень странные дела» (2016 — н. в.), принёсшую ему премию «Выбор телевизионных критиков», а также номинации на «Золотой глобус» и «Эмми».

## Ранние годы
Харбор родился в Уайт-Плейнс, Нью-Йорк, в семье риелторов Нэнси Райли Харбор и Кеннета Харбора. У него есть сестра. Харбор учился в нью-йоркской средней школе Байрам-Хиллз, где его одноклассниками были будущие актёры Шон Маэр и Эял Поделл.
В 1997 году Харбор окончил Дартмутский колледж в Хановере.

## Карьера
Профессиональная карьера Харбора началась в 1999 году на Бродвее, где он сыграл в пьесе «Продавец дождя». В том же году он получил небольшую роль официанта в одном из эпизодов телесериала «Закон и порядок». В 2005 году Харбор был номинирован на премию «Тони» как «Лучший актёр второго плана в пьесе» как за роль в постановке «Кто боится Вирджинии Вулф?».
В 2000-х годах Харбор имел роли в фильмах «Горбатая гора» (2005), «Квант милосердия» (2008), «Дорога перемен» (2008) и «Большая игра» (2009).
Харбор добился широкой известности благодаря роли шерифа Джима Хоппера в научно-фантастическом сериале «Очень странные дела». За свою роль в шоу он выиграл премии «Выбор телевизионных критиков» и Гильдии киноактёров США (совместно с актёрском составом), а также был номинирован на «Золотой глобус» и две «Эмми».
Харбор сыграл главного персонажа в супергеройском фильме перезапуске «Хеллбой» (2019). Он исполнил роль Алексея Шостакова / Красного Стража в супергеройском фильме «Чёрная вдова» (2021).

## Личная жизнь
В 2019 году Харбор начал встречаться с певицей Лили Аллен. В сентябре 2020 года они сочетались браком в Лас-Вегасе.
Харбор имеет биполярное расстройство.

## Избранная фильмография
| Год          |    | Русское название                  | Оригинальное название       | Роль                             |
| ------------ | -- | --------------------------------- | --------------------------- | -------------------------------- |
| 2004         | ф  | Кинси                             | Kinsey                      | Роберт Кинси                     |
| 2005         | ф  | Горбатая гора                     | Brokeback Mountain          | Рэндалл Мэлоун                   |
| 2007         | ф  | Наркоз                            | Awake                       | Дракула                          |
| 2008         | ф  | Дорога перемен                    | Revolutionary Road          | Шеп Кэмпбелл                     |
| 2008         | ф  | Квант милосердия                  | Quantum of Solace           | Грегг Бим                        |
| 2009         | с  | Обмани меня                       | Lie to Me                   | Отец мальчика                    |
| 2011         | ф  | Зелёный Шершень                   | The Green Hornet            | Фрэнк Сканлон                    |
| 2011         | ф  | МЫ. Верим в любовь                | W.E.                        | Эрнест Симпсон                   |
| 2012         | ф  | Патруль                           | End of Watch                | Ван Хаузер                       |
| 2012         | ф  | Между нами                        | Between Us                  | Джоэль                           |
| 2012         | ф  | Выборы                            | Knife Fight                 | Стивен Грин                      |
| 2013         | ф  | Стукач                            | Snitch                      | Джей Прайс                       |
| 2013         | ф  | Парклэнд                          | Parkland                    | Джеймс Гордон Шанклин            |
| 2013         | с  | Элементарно                       | Elementary                  | доктор Мейсон Болдуин            |
| 2014         | ф  | X/Y                               | X/Y                         | Тодд                             |
| 2014         | ф  | Прогулка среди могил              | A Walk Among the Tombstones | Рэй                              |
| 2014         | ф  | Великий уравнитель                | The Equalizer               | Фрэнк Мастерс                    |
| 2014—2015    | с  | Положение дел                     | State of Affairs            | Дэвид Патрик                     |
| 2014—2015    | с  | Манхэттен                         | Manhattan                   | Рид Экли                         |
| 2015         | ф  | Чёрная месса                      | Black Mass                  | Джон Моррис                      |
| 2015—2016    | с  | Банши                             | Banshee                     | Роберт Далтон                    |
| 2016         | ф  | Отряд самоубийц                   | Suicide Squad               | Декстер Толливер                 |
| 2016 — н. в. | с  | Очень странные дела               | Stranger Things             | Джим Хоппер                      |
| 2016         | с  | Кризис в шести сценах             | Crisis in Six Scenes        | Вик                              |
| 2017         | ф  | Бессонная ночь                    | Sleepless                   | Даг Дэннисон                     |
| 2019         | ф  | Хеллбой                           | Hellboy                     | Хеллбой                          |
| 2020         | ф  | Тайлер Рейк: Операция по спасению | Extraction                  | Гаспар                           |
| 2021         | ф  | Чёрная вдова                      | Black Widow                 | Алексей Шостаков / Красный Страж |
| 2021         | ф  | Без резких движений               | No Sudden Move              | Мэтт Верц                        |
| 2022         | ф  | Жестокая ночь                     | Violent Night               | Санта-Клаус                      |
| 2023         | ф  | Гран Туризмо                      | Gran Turismo                | Джек Солтер                      |
| 2024         | ки | Alone in the Dark                 | Alone in the Dark           | Эдвард Карнби                    |
| 2024         | мс | Монстры-коммандос                 | Creature Commandos          | Эрик Франкенштейн                |
| 2025         | ф  | Громовержцы*                      | Thunderbolts*               | Алексей Шостаков / Красный Страж |
| 2026         | ф  | Мстители: Судный день             | Avengers: Doomsday          | Алексей Шостаков / Красный Страж |
| 2027         | ф  | Мстители: Секретные войны         | Avengers: Secret Wars       | Алексей Шостаков / Красный Страж |